# Cordiluroides neotropica
Cordiluroides neotropica är en tvåvingeart som beskrevs av Albuquerque 1954. Cordiluroides neotropica ingår i släktet Cordiluroides och familjen husflugor. Inga underarter finns listade i Catalogue of Life.